# 国鉄タキ10700形貨車
国鉄タキ10700形貨車（こくてつタキ10700がたかしゃ）は、かつて日本国有鉄道（国鉄）及び1987年（昭和62年）4月の国鉄分割民営化後は日本貨物鉄道（JR貨物）に在籍した私有貨車（タンク車）である。

## 概要
本形式は、希硝酸専用の35t 積タンク車として1968年（昭和43年）5月2日から1995年（平成7年）1月にかけて60両（コタキ10700 - コタキ10759）が、富士重工業、富士車輌、三菱重工業、日本車輌製造、川崎重工業の5社で製作された。
記号番号表記は特殊標記符号「コ」（全長 12 m 以下）を前置し「コタキ」と標記する。
本形式の他に希硝酸を専用種別とする形式には、タ2100形、タム2100形、タム5500形、タサ3300形、タキ8100形、タキ10950形、タキ12050形の7形式があった。
落成時の所有者は、日産化学工業、宇部興産、住友化学工業、日本石油輸送、旭化成工業、日本化成、三菱化成工業（その後三菱化学へ社名変更）の7社であった。1974年（昭和49年）1月17日に住友化学工業所有車4両が日本石油輸送へ、1987年（昭和62年）10月27日に旭化成工業所有車3両（コタキ10720 - コタキ10722）が同じく日本石油輸送へ、1988年（昭和63年）1月19日に旭化成工業所有車2両（コタキ10724 - コタキ10725）が日本陸運産業へそれぞれ名義変更された。
1979年（昭和54年）10月に制定された化成品分類番号では、侵81（侵食性の物質、腐食性物質、危険性度合2（中））が標記された。
ステンレス鋼（SUS304）製のタンク体を持ち荷役方式は、タンク上部のマンホールからの上入れ、液出管と空気管使用による上出し方式である。液出管と空気管はS字管を装備している。
車体色は銀色（ステンレス地色）、寸法関係はロットによる差異があり以下一例を示す。全長は10,100mm、全幅は2,596mm、全高は3,827mm、台車中心間距離は6,400mm、実容積は25.5m3、自重は15.0t、換算両数は積車5.0、空車1.6であり、台車はベッテンドルフ式のTR41C、TR41D、TR41E-12、TR225、TR213Cである。
1987年（昭和62年）4月の国鉄分割民営化時には43両がJR貨物に継承され（その後8両増備）、2009年（平成21年）度に最後まで在籍した8両（コタキ10752 - コタキ10759）が廃車となり同時に形式消滅となった。

### 年度別製造数
各年度による製造会社と両数、所有者は次のとおりである。（所有者は落成時の社名）
- 昭和43年度 - 6両
  - 富士重工業 4両 日産化学工業（コタキ10700 - コタキ10703）
  - 富士車輌 2両 宇部興産（コタキ10704 - コタキ10705）
- 昭和44年度 - 1両
  - 三菱重工業 1両 住友化学工業（コタキ10706）
- 昭和45年度 - 12両
  - 富士車輌 2両 宇部興産（コタキ10707 - コタキ10708）
  - 三菱重工業 3両 住友化学工業（コタキ10709 - コタキ10711）
  - 富士重工業 2両 日産化学工業（コタキ10712 - コタキ10713）
  - 三菱重工業 2両 日本石油輸送（コタキ10714 - コタキ10715）
  - 富士重工業 3両 日産化学工業（コタキ10716 - コタキ10718）
- 昭和46年度 - 11両
  - 三菱重工業 7両 旭化成工業（コタキ10719 - コタキ10725）
  - 富士重工業 4両 日産化学工業（コタキ10726 - コタキ10729）
- 昭和47年度 - 1両
  - 日本車輌製造 1両 宇部興産（コタキ10730）
- 昭和48年度 - 4両
  - 日本車輌製造 3両 宇部興産（コタキ10731 - コタキ10733）
  - 富士車輌 1両 宇部興産（コタキ10734）
- 昭和49年度 - 13両
  - 三菱重工業 12両 日本石油輸送（コタキ10735 - コタキ10746）
  - 川崎重工業 1両 日本化成（コタキ10747）
- 昭和50年度 - 1両
  - 川崎重工業 1両 宇部興産（コタキ10748）
- 昭和51年度 - 3両
  - 三菱重工業 3両 三菱化成工業（コタキ10749 - コタキ10751）
- 平成4年度 - 2両
  - 富士重工業 2両 日産化学工業（コタキ10752 - コタキ10753）
- 平成5年度 - 2両
  - 富士重工業 2両 日産化学工業（コタキ10754 - コタキ10755）
- 平成6年度 - 4両
  - 富士重工業 4両 日産化学工業（コタキ10756 - コタキ10759）